# テオバルト・ベーム

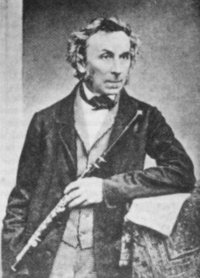
テオバルト・ベーム

テオバルト・ベーム（Theobald Böhm, 1794年4月9日 - 1881年11月25日）は、ドイツ人の発明家、音楽家である。従来のフルートの楽器としての性能を向上させた「ベーム式フルート」を完成させた。フルート奏者としても一流であり、バイエルン王国の宮廷音楽家として活躍した。さらに、作曲家としても、フルートのための作品を残した。

## 経歴
テオバルトは1794年にバイエルン選帝侯国（後の王国、現バイエルン州）の首都ミュンヘンで産まれ、父から貴金属の加工法を学んだ。その技術を応用して木製のフルートを自作し、18歳の時にはオーケストラに入団できる程に上達し、21歳で宮廷管弦楽団の首席奏者となった。
1831年にロンドンで、チャールズ・ニコルソン（1795年 - 1837年）によるフルート演奏を聴いたことをきっかけにフルートの本格的な改良に着手し、翌年にいわゆる円錐ベーム式フルートを発表した。その後もフルートの材料として、熱帯産の硬い木材、銀、金、ニッケル、銅など様々な素材を試していった。さらにフルートの構造に関して、音孔の大きさや位置に関する検討も行った。
50歳を過ぎてからミュンヘン大学にて音響学を学んだ後、今日のフルートとほぼ変わらない金属製のフルートを開発して1847年に特許を取得し、1851年にはロンドン万博にて一般公開された。
1871年にはベーム式フルートの音響学的、技術的、芸術的な側面について解説した『"Die Flöte und das Flötenspiel"（フルートとフルート奏法）』を出版した。